# Teófilo Cunha
Teófilo Alírio Reis Cunha (Venezuela, 26 de janeiro de 1969) é um farmacêutico e político português. Militante do CDS-PP, foi entre 2019 e 2023 secretário regional do Mar e Pescas do Governo Regional da Madeira.

## Biografia
Licenciou-se em Ciências Farmacêuticas pela Faculdade de Farmácia da Universidade do Porto e fez pós-graduação em Enologia e Viticultura pela Universidade Católica do Porto.
Foi deputado municipal na Assembleia Municipal de Santana e, simultaneamente, vogal da Assembleia de Freguesia de São Jorge entre 2001 e 2009.
Foi eleito presidente do executivo da Junta de Freguesia de São Jorge em 2009, cargo que exerceu até ao final do mandato, em 2013, e que lhe atribuía por inerência o cargo de deputado municipal.
Entre 2011 e 2013, foi deputado à Assembleia Legislativa da Madeira, função à qual renunciou quando foi eleito presidente da Câmara Municipal de Santana. Foi reeleito presidente da Câmara em 2017 e, paralelamente, eleito presidente da Associação de Municípios da Madeira.
Em 2019, deixa o executivo camarário para ser secretário regional do Mar e Pescas no XIII Governo Regional da Madeira, de coligação entre o CDS-PP e o PPD/PSD. Cessou funções em outubro de 2023.